# Jacomo Mazzini
Jacomo Mazzini detto Cerrino (Castelnuovo di Val di Cecina, ... – ...; fl. XVIII secolo) è stato un fantino italiano.
Vinse cinque volte il Palio di Siena, nella prima metà del XVIII secolo, su almeno sei partecipazioni.
Non esiste, tuttavia, una documentazione completa che consenta di ricostruirne integralmente le presenze in Piazza del Campo.

## Vittorie
La prima vittoria accertata di Cerrino a Siena ebbe luogo il 2 luglio 1725 per la Tartuca. Il successo, conseguito al termine di un Palio contraddistinto dalla caduta di ben otto fantini su dieci, fruttò a Cerrino un compenso di 70 lire.
Tre ulteriori successi giunsero nelle carriere di luglio del 1725 nell'Istrice e del 1728 nella Lupa, nonché del 1736 con il giubbetto del Bruco. Un cronaca relativa a quest'ultimo Palio riporta che la vittoria di Cerrino sarebbe stata frutto dei "raggiri" di alcuni fantini, adombrandosi l'ipotesi di previ accordi fra gli stessi al fine di influenzare l'esito finale della corsa.
Cerrino colse la sua quinta e ultima vittoria come portacolori della Chiocciola il 16 agosto 1743, in occasione della ricorsa indetta dalla Selva per celebrare il proprio successo a luglio dello stesso anno.

## Presenze al Palio di Siena
Le vittorie sono evidenziate ed indicate in neretto.
| Palio          | Contrada   | Cavallo                                  | Note |
| -------------- | ---------- | ---------------------------------------- | ---- |
| 2 luglio 1725  | Tartuca    | Bellafronte                              |      |
| 2 luglio 1726  | Istrice    | Baio dorato della Posta di Siena         |      |
| 2 luglio 1728  | Lupa       | Morello della Posta di Monteroni d'Arbia |      |
| 2 luglio 1736  | Bruco      | Baio stellato del Mascagni               |      |
| 16 agosto 1743 | Chiocciola | Morello di B. Baldassarrini              |      |
| 2 luglio 1744  | Torre      | Baio di G. Bonci                         |      |